# Праскандинавська мова
Праскандинавська мова (протоскандинавська, протопівнічногерманська) — індоєвропейська мова, яка була поширена в Скандинавії, виділилась з прагерманської мови ймовірно пізніше 1 століття н.е. Поява її пов'язується з найдавнішою знайденою скандинавською писемною пам'яткою написаною старшим футарком. Праскандинавська мова переходить давньоскандинавську з початком доби вікінгів у 8 столітті.

## Фонетика
Праскандинавська фонетика в цілому мало відрізнялась від фонетики прагерманської мови.

### Приголосні
|                         | Губно-губний приголосний | Міжзубний приголосний | Ясенний приголосний | Ясенний приголосний | Середньопіднебінний приголосний | Задньоязиковий приголосний | Лабіовелярний приголосний |
| ----------------------- | ------------------------ | --------------------- | ------------------- | ------------------- | ------------------------------- | -------------------------- | ------------------------- |
| Носовий приголосний     | m                        |                       | n                   | n                   |                                 | (ŋ)                        | (ŋʷ)                      |
| Проривний приголосний   | p b                      | t d                   |                     |                     |                                 | k ɡ                        | kʷ ɡʷ                     |
| Фрикативний приголосний | ɸ (β)                    | θ (ð)                 | s                   | z                   |                                 | h (ɣ)                      | hʷ                        |
| Вібрант                 |                          |                       | r                   | z                   |                                 |                            |                           |
| Апроксимант             |                          |                       |                     |                     | j                               |                            | w                         |
| Латеральний приголосний |                          |                       | l                   | l                   |                                 |                            |                           |

### Голосні
Система голосних трохи більше відрізняється від прагерманської мови, ніж система приголосних. Раннє /ɛː/ понизилось до /ɑː/, ненаголошені /ai/ та /au/ розвинулись в /eː/ та /ɔː/. Короткі кінцеві голосні посунули прагерманські довгі голосні.
|                                | Голосний переднього ряду | Голосний переднього ряду | Голосний заднього ряду | Голосний заднього ряду |
| короткий                       | довгий                   | короткий                 | довгий                 |                        |
| ------------------------------ | ------------------------ | ------------------------ | ---------------------- | ---------------------- |
| Голосний високого піднесення   | i                        | iː                       | u                      | uː                     |
| Голосний середнього піднесення | e                        | eː                       | o                      | ɔː                     |
| Голосний низького піднесення   |                          |                          | ɑ                      | ɑː                     |

|                                | Голосний переднього ряду | Голосний переднього ряду | Голосний заднього ряду | Голосний заднього ряду |
| короткий                       | довгий                   | короткий                 | довгий                 |                        |
| ------------------------------ | ------------------------ | ------------------------ | ---------------------- | ---------------------- |
| Голосний високого піднесення   | ĩ?                       | ĩː                       | ũ?                     | ũː                     |
| Голосний середнього піднесення |                          |                          | ɔ̃                      | ɔ̃ː                     |
| Голосний низького піднесення   |                          |                          | ɑ̃?                     | ɑ̃ː                     |

### Дифтонги
В праскандинавській мові були присутні такі дифтонги — /æi/, /ɑu/, /eu/, /iu/.

### Наголос
У праскандинавській мові наголос падав на перший склад. Деякі школи висловлюють думку, що праскандинавська мала і музичний наголос, який вона успадкувала від індоєвропейської мови, який в свою чергу перейшов в тональний наголос в сучасних шведській та норвезькій мовах та так званий поштовх (stød) в сучасній данській мові.

## Пам'ятки

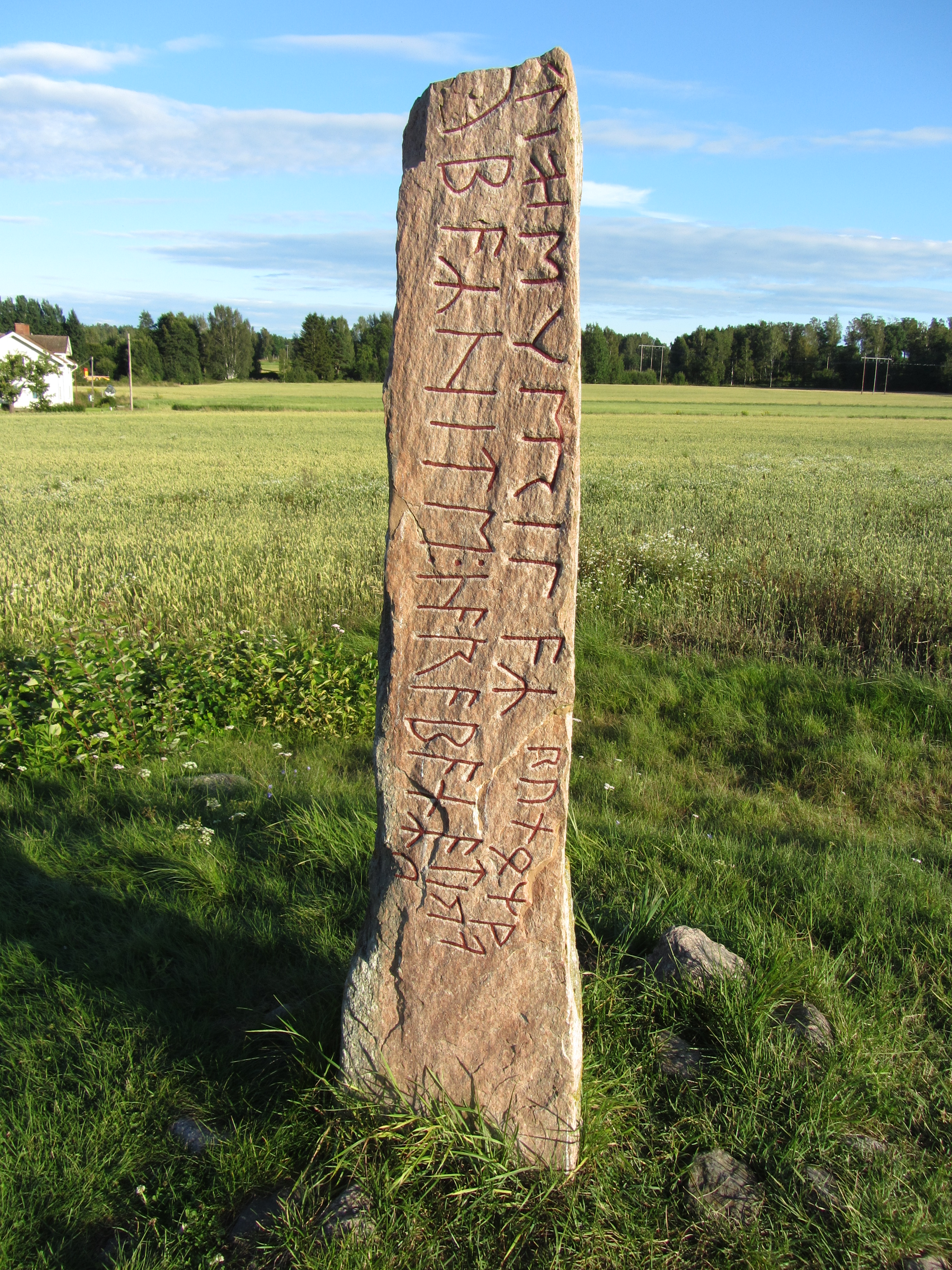
Рунічний камінь в ландскапі Вермланд

Всі вцілілі пам'ятки праскандинавської мови є рунічними і написані старшим футарком. Всього існує 260 пам'яток, найстарша з них датується 2 століттям.
Приклади:
- Øvre Stabu spearhead — найстаріший зі знайдених написів, датується 2 століттям;
- Золоті роги з Галлехуса — два золоті роги (один більший за інший), виявлені в Галлехусі на півночі від Тендера в Південній Ютландії (Данія);
- Рунічний камінь з Туне, район Естфол, Норвегія, датується 200–450 роками нашої ери;
- Рунічний камінь Ейнанґ, знайдений в Норвегії, датується 4 століттям;
- Спис Краґехул — спис, знайдений в Данії, датується приблизно 500 роком;
- Рунічний камінь з Бйоркеторпу, розташований в ландскапі Блекінге (Швеція), 500-700 рік нашої ери;
- Рунічний камінь з Рьо, знайдений у 1919 році на острові Оттерьо, неподалік шведського міста Ґреббестадт в ландскапі Богуслен.

## Запозичення з праскандинавської
Деяка кількість запозичень з праскандинавської залишилась у прибалтійсько-фінських мовах.
Приклади:
- Естонська/Фінська kuningas < *kuningaz "король" (праскандинавська kunungr, konungr)
- Фінська ruhtinas "принц" < *druhtinaz "князь" (праскандинавська dróttinn)
- Фінська sairas "хворий" < *sairaz "хворий" (праскандинавська sárr)
- Естонська juust, Фінська juusto "сир" < *justaz (праскандинавська ostr)
- Естонська/Фінська lammas "вівця" < *lambaz "баранина" (праскандинавська lamb)
- Фінська hurskas "благочестивий" < *hurskaz "мудрий, швидкомислячий" (праскандинавська horskr)
- Фінська runo "поема, руна" < *rūno "таємниця, руна" (праскандинавська rún)
- Фінська vaate "одяг" < *wādiz (праскандинавська váð)
- Фінська viisas "мудрий" < *wīsaz (праскандинавська víss)